# أندرسون دوس سانتوس غوميز
أندرسون دوس سانتوس غوميز هو لاعب كرة قدم برازيلي في مركز ظهير ‏، ولد في 3 يناير 1998 في ساو باولو في البرازيل. لعب مع غراميو اساسكو اوداكس اسبورت كلوب ونادي رايندورف آلتاخ.

## وصلات خارجية
- أندرسون دوس سانتوس غوميز على موقع قاعدة بيانات كرة القدم.إي يو (الإنجليزية)
- أندرسون دوس سانتوس غوميز على موقع Soccerway.com (الإنجليزية)
- أندرسون دوس سانتوس غوميز على موقع عالم كرة القدم.نت (الإنجليزية)